# Nactus septentrionalis
Nactus septentrionalis — вид геконоподібних ящірок родини геконових (Gekkonidae). Ендемік Нової Гвінеї. Описаний у 2020 році.

## Поширення і екологія
Nactus septentrionalis мешкають на півночі Нової Гвінеї, в Індонезії і Папуа Новій Гвінеї.